# Louisa Lagaris
Louisa Lagaris (* 4. Februar 1995 in Hof) ist eine deutsch-griechische Fußballspielerin. Seit dem 1. Juli 2021 ist sie ohne Verein.

## Karriere

### Vereine
Lagaris startete im Alter von fünf Jahren in der G-Jugend zusammen mit ihrem Zwillingsbruder Konstantin ihre Karriere beim VfL Issigau. Nach sechs Jahren wechselte sie zur JugendFörderGemeinschaft (JFG) Höllental und blieb dort zwei Spielzeiten lang. Anschließend wechselte sie zum 1. Juli 2008 in die Mädchenmannschaft des 1. FC Nürnberg. Die zentrale Mittelfeldspielerin spielte bis Sommer 2010 in der Jugend des 1. FC Nürnberg und wechselte 2010 zum Bundesligisten FF USV Jena. Lagaris kam am 28. August 2011 gegen den Herforder SV zu ihrem Seniorendebüt für die Jenaer Reserve in der 2. Bundesliga Nord. Ihr Debüt in der höchsten deutschen Spielklasse gab sie am 26. Februar 2012 (13. Spieltag) beim 2:1-Sieg im Heimspiel gegen die SG Essen-Schönebeck, als sie in der 90. Minute für Vivien Beil eingewechselt wurde. Am 31. Mai 2012 unterschrieb Lagaris ihren ersten Profi-Vertrag bis 30. Juni 2014 mit dem FF USV Jena. Nachdem sie ihren auslaufenden Vertrag beim FF USV Jena nicht verlängern wollte, wechselte sie im Juli 2014 zum Bundesligaaufsteiger Herforder SV und unterschrieb dort einen Zweijahresvertrag. Im März 2016 verletzte sie sich während des Trainings und fiel für mehrere Monate aus. Im Sommer 2016 verließ sie Herford. Im Juli 2016 kehrte sie wieder zum FF USV Jena zurück, kam jedoch nur in einem Punktspiel für die zweite Mannschaft in der drittklassigen Regionalliga Nordost zum Einsatz. Am Saisonende 2019/20 verließ sie den Verein und wurde in der Zweitligasaison 2020/21 in nur zwei Punktspielen der Staffel Nord für die zweite Mannschaft des VfL Wolfsburg eingesetzt. Seit dem 1. Juli 2021 ist sie vereinslos.

### Nationalmannschaft
Seit Oktober 2011 gehörte sie dem Kader der U-17-Nationalmannschaft an. Am 6. September 2013 wurde sie erstmals in die Deutsche U-19 Fußballnationalmannschaft der Frauen berufen, für ein Kurzturnier in Burton upon Trent, England. Am 23. Oktober 2013 erzielte Lagaris in Ulm ihr erstes Länderspieltor für die U-19 Nationalmannschaft gegen die Auswahl Schwedens. Am 18. Februar 2014 wurde Lagaris von U-20 Nationaltrainerin Maren Meinert für die Länderspielreise ins spanische La Manga (vom 27. Februar bis 6. März 2014) nominiert. Vom 2. bis 10. April 2014 war Lagaris im deutschen Aufgebot der Eliterunde der UEFA zur U19-Europameisterschaft in Belgien, wo sie ihr zweites Tor für die U19 schoss. Im Juni 2014 wird Louisa Lagaris für den WM Vorbereitungslehrgang I mit Länderspiel gegen die U23 Dänemarks vom 22. bis 25. Juni in Kiel nominiert.

## Erfolge
- Meister Regionalliga Nordost 2017 und Aufstieg in die 2. Bundesliga Nord
- 2012: NOFV-Meisterschaft der B-Juniorinnen
- 2011: Gold bei Jugend trainiert für Olympia[14]
- 2010/11: TFV Landespokal der B-Juniorinnen
- 2010/11: TFV Hallenmeisterschaft der B-Juniorinnen
- 2009: BFV Bayerische Hallenmeisterschaft U15-Juniorinnen
- 2008/09: BFV Bayerische U15-Juniorinnen Meisterschaft

## Sonstiges
Lagaris, im fränkischen Hof als Tochter des Griechen Alexandros Lagaris und der deutschen Sabine Zeus geboren, wuchs in Issigau auf. Ihr Großvater Johann Zeus spielte 1960 bis 1961 in der 2. Oberliga Süd für die SpVgg Bayreuth.
Neben ihrer aktiven Fußballkarriere besuchte sie das GuthsMuths Sportgymnasium in Jena, wo sie im September 2011 Gold im Fußball bei Jugend trainiert für Olympia errang. Nachdem sie im Sommer 2014 Jena verließ, setzt Lagaris ihre schulische Ausbildung am Königin-Mathilde-Gymnasium in Herford fort, wo sie im Frühjahr 2016 ihr Abitur machen wird.